# サルヴァトル・ローザ
サルヴァトール・ローザ（Salvator Rosa、1615年6月20日（あるいは7月21日） - 1673年3月15日）は、イタリア・ナポリ出身の画家、詩人。

## 生涯

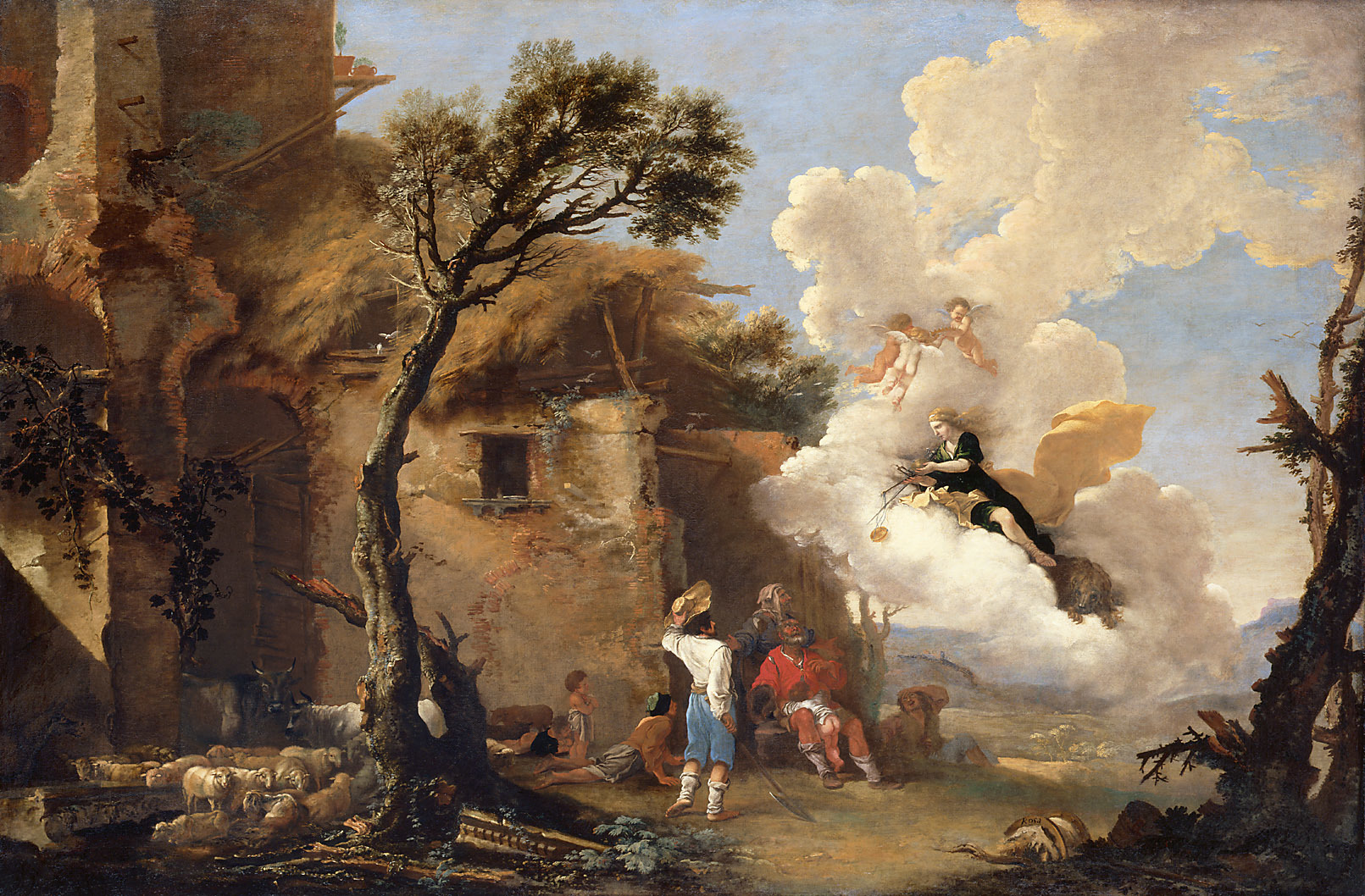
≪アストライアーの出現≫ウィーン美術史美術館蔵

サルヴァトールはナポリ近郊のアレネッラで生まれた。父親は彼が6歳の時に亡くなり、母親は子供たちを祖父ヴィートに預けて家を出て行った。
祖父ヴィートは孫たちを勉学のため修道院へと送り出したが、サルヴァトールはその後すぐに芸術に関心を示し始めた。
母方の叔父のもとで絵画の初歩を学びんだのち、画家を職業とした。
1634年、20歳になったローザが初めてローマに来た時は一文無しで、奇抜なイスパニアの服装をしており、それにつきものの剣を腰に帯びていた。病のため2年後にはナポリに帰国することになったが、1638年に再びローマにやってきた。だが、カーニバルの時期に通りで行う茶番劇で、当時ローマの彫刻界を席巻していたベルニーニを風刺したために、ローマを立ち去らざるをえなくなった。
そうして、ジャンカルロ・デ・メディチ枢機卿の招きを受諾し、1639年から8年間フィレンツェに滞在し、同地で「アッカデーミア・ペルコッシ」を設立し、文学者や芸術家や芸術愛好家たちの交流の場を設けた。
作曲家であるアントニオ・チェスティと親交があった為、チェスティの為に詩作を残している。
1673年、ローマで起こった暴動に巻き込まれ、没する。

## 後世での評価
画家としては18世紀から19世紀にかけて、イギリスで好評を得ている。従来作曲家とされていたが、誤りであることが立証されている。

### 絵画作品

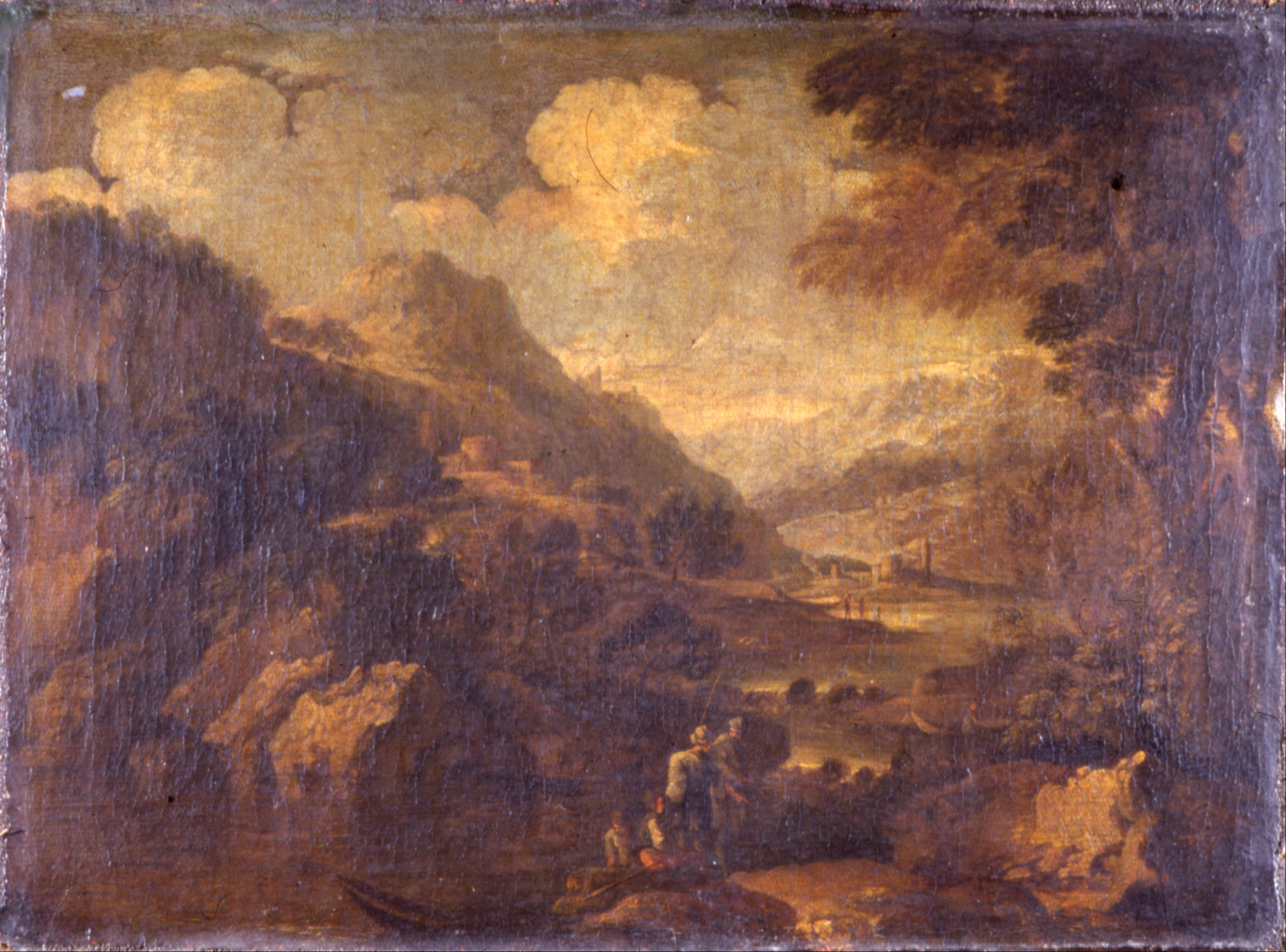
山岳風景
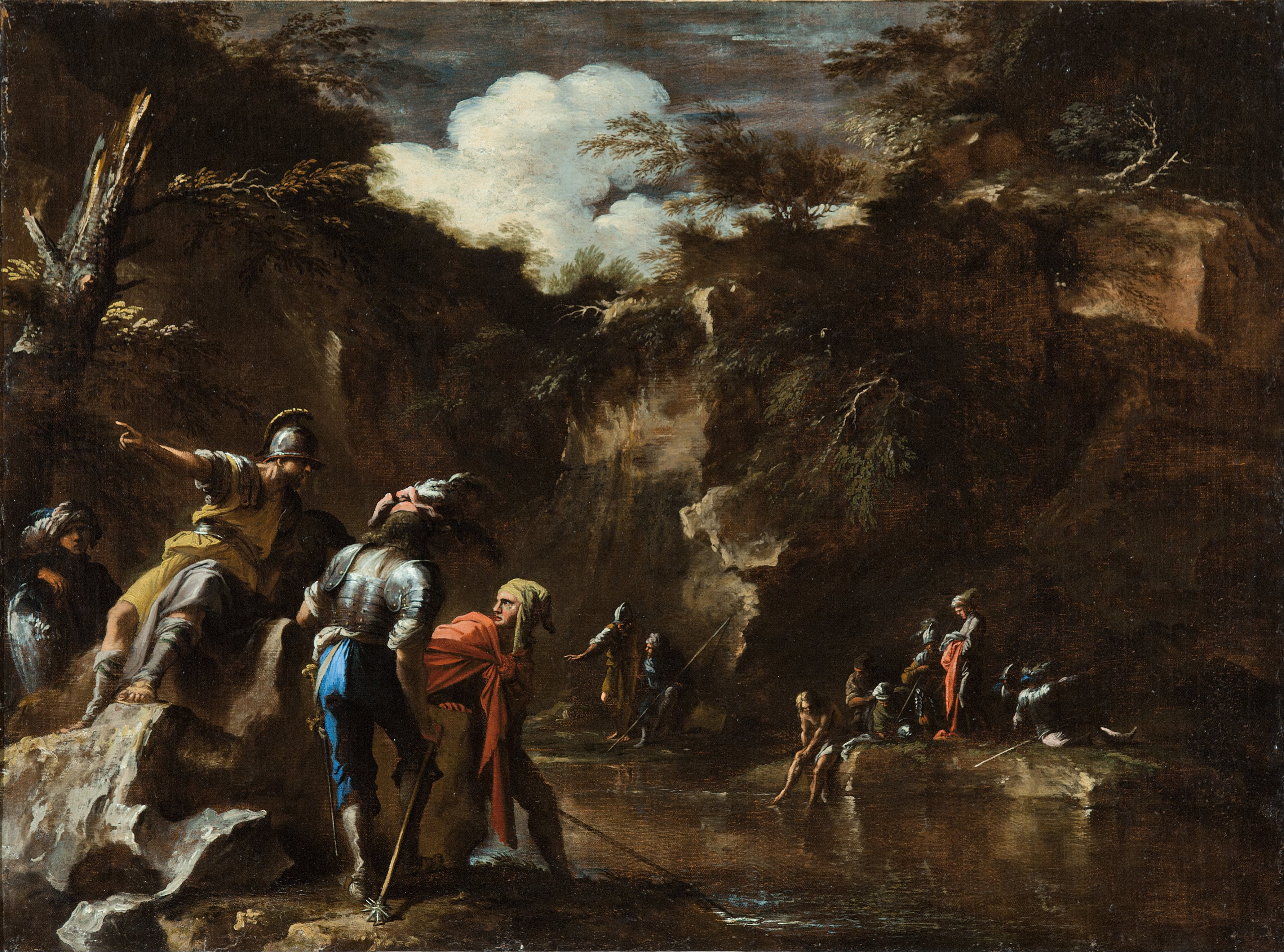
川の流れを変えてリディア軍の行路を作るタレス「
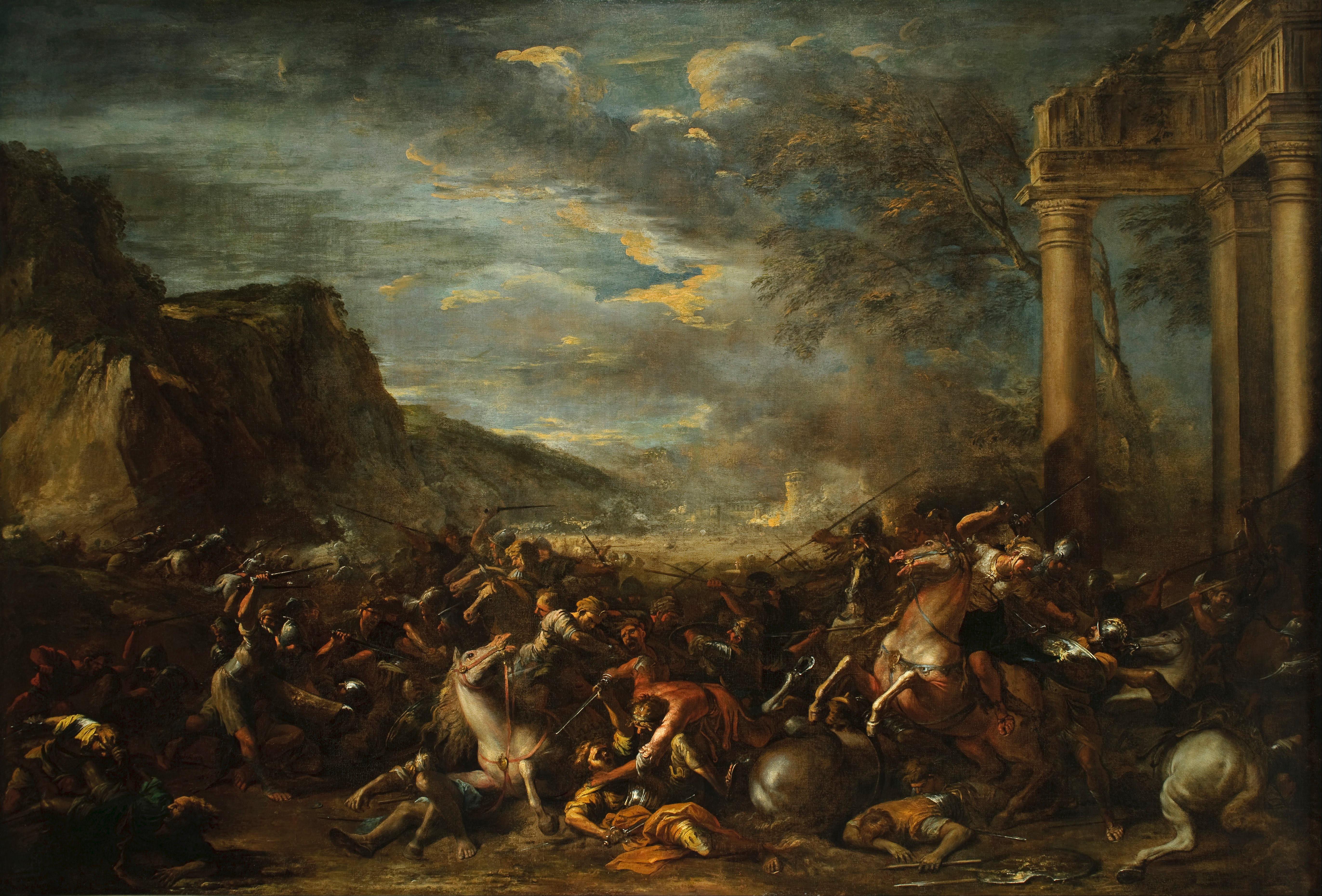
騎馬の戦い

## 参照
1. ↑  ルドルフ・ウィットカウアー著『数奇な芸術家たち』1969年